# Punto de interacción
Un punto de interacción (POI) es un componente de  (hardware y/o software) en el equipamiento de punto de venta (p. ej. un lector de tarjeta magnético) que habilita a un consumidor para utilizar una tarjeta de crédito para hacer una compra en un detallista o minorista.  La terminal de punto de venta puede ser atendida o inatendida.
La nueva generación de sistemas POIs está diseñada para permitir que se pueden usar dispositivos distintos de las tarjetas de crédito para llevar a cabo pagos (p. ej. teléfonos celulares o PDAs con NFC), con el mismo nivel alto de seguridad.